# Hafragilsfoss
Hafragilsfoss es una de las tres cascadas del río Jökulsá á Fjöllum, situadas en el cañón de Jökulsárgljúfur, en Islandia.
Unos 30 kilómetros antes de desembocar en Öxarfjörður, al sur de la isla, el río Jökulsá en Fjöllum cae en varias cascadas. La primera es Selfoss, seguida por la grandiosa Dettifoss. Más al norte, hacia el valle, a dos kilómetros de Dettifoss, se encuentra Hafragilsfoss, cuyo nombre significa 'cascada del cañón de la cabra'.
Su caída es de 27 metro. Mide 91 metros de largo. Se encuentra en un antiguo cráter, en una de las fallas eruptivas más largas de la isla (80 km) y activas del planeta.
La cascada es protagonista de la saga de Grettir, en la cual juega un papel legendario. El nombre Hafragil, cañón o garganta de la cabra, viene de la leyenda según la cual la gigantesca Kráka habría hecho reposar sus cabras mientras descansaba.